# Les Semelles de la nuit
Les Semelles de la nuit est une pièce de théâtre française produite par la troupe du Café de la Gare, créée en 1974. Comédie en prose. Cette pièce composée d'une série de tableaux humoristiques et loufoques s'inscrit dans le prolongement de la nouvelle vague du café-théâtre de Paris.

## Intrigue
Le récit met en scène des animaux de la jungle, inspiré de Rudyard Kipling. L'histoire écrite dans les années 1970, extrapole par anticipation, notre monde en 1991, une vingtaine d'années plus tard, lorsque l'être humain a disparu de la planète. Au-delà de la dérision et des situations comiques, la confrontation et le dialogue des animaux met en exergue, une virulente critique de la société humaine, dans ses excès et ses dérives.

## Autour de la pièce
Le titre de la pièce reprend avec l'autorisation de son auteur, celui d'une chanson de 1961 signée par Gilles Vigneault. Romain Bouteille publiera un roman éponyme à partir du même sujet. Extrait : « On sait que l'irrespectueuse subversion devient à peu près obligatoire en littérature. Aussi, les agressions verbales sont-elles plus souvent dictées aux auteurs par un opportunisme convenable quoique sordide, que par une vraie soif de révolte. Ne perdons pas de vue que notre esprit frondeur à la française, est une des formes les plus rentables du fayotage ». 

## Distribution
- Auteur, mise en scène : Romain Bouteille
- Adaptation et dialogues : Collective, troupe du Café de la Gare
- Musique : Claude Mann

- Romain Bouteille
- Patrick Dewaere
- Martin Lamotte
- Patrice Minet
- Christine Dejoux
- François Dyrek
- Marie-Christine Descouard
- Philippe Manesse